# کراس سیتی (فلوریدا)
کراس سیتی (به انگلیسی: Cross City) شهرکی در شهرستان دیکسی ایالت فلوریدا است که در سال ۱۹۲۴ بنیان‌گذاری شده‌است. این شهرک طبق سرشماری سال ۲۰۱۰ میلادی، ۱٬۷۲۸ نفر جمعیت داشته و مساحت آن نیز ۴٫۹ کیلومتر مربع است.